# Wadym Łazorenko
Wadym Mykołajowycz Łazorenko, ukr. Вадим Миколайович Лазоренко, ros. Вадим Николаевич Лазоренко, Wadim Nikołajewicz Łazorienko (ur. 1 marca 1965 w Kijowie) – ukraiński piłkarz, grający na pozycji obrońcy, trener piłkarski.

## Kariera piłkarska
Wychowanek Dynama Kijów. Pierwszy trener Jewhen Kotelnykow. W 1983 rozpoczął karierę piłkarską w drużynie Dynamo Irpień. Potem przeszedł do Nywy Tarnopol. W 1987 powrócił do Dynama Irpień, który w następnym roku przeniósł się do Białej Cerkwi. Na początku 1992 wyjechał do Słowacji, gdzie bronił barw ZŤS Košice, w którym zakończył karierę piłkarza.

## Kariera trenerska
Karierę szkoleniowca rozpoczął po zakończeniu kariery piłkarza. Najpierw trenował kluby Schid Sławutycz i Systema-Boreks Borodzianka. W lipcu 1997 został mianowany na stanowisko głównego trenera Obołoń-PWO Kijów, którym kierował do września 1999. Potem pomagał trenować Borysfen Boryspol. Na początku XXI wieku powrócił do klubu, w którym spędził prawie całą swoją karierę piłkarską i który nazywał się Roś Biała Cerkiew. W lipcu 2002 objął prowadzenie klubem Desna Czernihów, w którym pracował do czerwca 2004. W 2005 dołączył do sztabu szkoleniowego Arsenału Kijów. 10 kwietnia 2008 otrzymał zaproszenie na stanowisko głównego trenera Stali Dnieprodzierżyńsk, ale już 5 maja podał się do dymisji. Potem pracował w Federacji Futbolu Ukrainy, a od 2009 prowadził klub Jednist' Płysky. W lipcu 2011 zaproszony przez trenera Witalija Kwarcianego pomagać trenować Wołyń Łuck. Od 19 czerwca do 11 lipca z Kwarcianym pracował w sztabie szkoleniowym Krywbasu Krzywy Róg. 6 września 2012 razem z Kwarcianym przeszedł do Metałurha Zaporoże, w którym pracował do końca 2012 roku. Od 12 czerwca 2013 pracuje w sztabie szkoleniowym Worskły Połtawa.